# FIS Worldloppet Cup 2018
Sezon 2018 FIS Worldloppet Cup rozpoczął się 21 stycznia 2018 roku maratonem Dolomitenlauf we austriackim Obertilliach, a zakończył się 11 kwietnia tego samego roku w szwajcarskim Samedan maratonem Engadin Skimarathon. Sezon składał się z 7 startów.
W poprzednim sezonie tego cyklu najlepszą wśród kobiet była Francuzka Aurélie Dabudyk, a wśród mężczyzn był to Szwajcar Candide Pralong. W obecnym sezonie Aurélie Dabudyk oraz Szwedka Maria Gräfnings zgromadziły jednakową liczba punktów jednak to Francuzka trzeci raz z rzędu została triumfatorką cyklu ze względu na większą liczbę zwycięstw w sezonie. U mężczyzn najlepszy okazał się Francuz Ivan Perrillat Boiteux.

## Kalendarz i wyniki

### Kobiety
| Lp. | Data             | Miejsce - Nazwa biegu                | Dystans             | 1. miejsce           | 2. miejsce       | 3. miejsce          |
| --- | ---------------- | ------------------------------------ | ------------------- | -------------------- | ---------------- | ------------------- |
| 1.  | 21 stycznia 2018 | Obertilliach – Dolomitenlauf         | 60 km s. dowolnym   | Aurélie Dabudyk      | Roxane Lacroix   | Maria Gräfnings     |
| 2.  | 4 lutego 2018    | Oberammergau – König-Ludwig-Lauf     | 50 km s. klasycznym | Aurélie Dabudyk      | Maria Gräfnings  | Seraina Boner       |
| 3.  | 11 lutego 2018   | Lamoura-Mouthe – Transjurassienne    | 68 km s. dowolnym   | Aurélie Dabudyk      | Maria Gräfnings  | Roxane Lacroix      |
| 4.  | 18 lutego 2018   | Otepää-Elva – Tartu Maraton          | 63 km s. klasycznym | Maria Gräfnings      | Seraina Boner    | Aurélie Dabudyk     |
| 5.  | 24 lutego 2018   | Cable-Hayward – American Birkebeiner | 50 km s. dowolnym   | Caitlin Gregg        | Maria Gräfnings  | Chelsea Holmes      |
| 6.  | 3 marca 2018     | Rybińsk – Demino Ski Marathon        | 50 km s. dowolnym   | Swietłana Nikołajewa | Olga Roczewa     | Jekaterina Jadowina |
| 7.  | 11 marca 2018    | Samedan – Engadin Skimarathon        | 42 km s. dowolnym   | Nadine Fähndrich     | Rahel Imoberdorf | Chelsea Holmes      |

### Mężczyźni
| Lp. | Data             | Miejsce - Nazwa biegu                | Dystans             | 1. miejsce             | 2. miejsce             | 3. miejsce             |
| --- | ---------------- | ------------------------------------ | ------------------- | ---------------------- | ---------------------- | ---------------------- |
| 1.  | 21 stycznia 2018 | Obertilliach – Dolomitenlauf         | 60 km s. dowolnym   | Adrien Mougel          | Gerard Agnellet        | Benoît Chauvet         |
| 2.  | 4 lutego 2018    | Oberammergau – König-Ludwig-Lauf     | 50 km s. klasycznym | Tore Bjørseth Berdal   | Ivan Perrillat Boiteux | Riccardo Mich          |
| 3.  | 11 lutego 2018   | Lamoura-Mouthe – Transjurassienne    | 68 km s. dowolnym   | Ivan Perrillat Boiteux | Gerard Agnellet        | Anders Gløersen        |
| 4.  | 18 lutego 2018   | Otepää-Elva – Tartu Maraton          | 63 km s. klasycznym | Antoine Auger          | Gerard Agnellet        | Ivan Perrillat Boiteux |
| 5.  | 24 lutego 2018   | Cable-Hayward – American Birkebeiner | 50 km s. dowolnym   | Anders Gløersen        | Ivan Perrillat Boiteux | Kyle Bratrud           |
| 6.  | 3 marca 2018     | Rybińsk – Demino Ski Marathon        | 50 km s. dowolnym   | Andriej Mielniczenko   | Nikołaj Chochrjakow    | Jewgienij Dementiew    |
| 7.  | 11 marca 2018    | Samedan – Engadin Skimarathon        | 42 km s. dowolnym   | Roman Furger           | Martin Collet          | Louis Schwartz         |

## Klasyfikacje
| Lp. | Zawodniczka          | Punkty |
| --- | -------------------- | ------ |
| 1.  | Aurélie Dabudyk      | 486    |
| 2.  | Maria Gräfnings      | 486    |
| 3.  | Rahel Imoberdorf     | 230    |
| 4.  | Seraina Boner        | 140    |
| =   | Roxane Lacroix       | 140    |
| 6.  | Nicole Donzallaz     | 139    |
| 7.  | Chelsea Holmes       | 120    |
| 8.  | Klára Moravcová      | 115    |
| 9.  | Nadine Fähndrich     | 100    |
| =   | Caitlin Gregg        | 100    |
| =   | Swietłana Nikołajewa | 100    |
| 12. | Olga Roczewa         | 80     |

| Lp. | Zawodnik               | Punkty |
| --- | ---------------------- | ------ |
| 1.  | Ivan Perrillat Boiteux | 378    |
| 2.  | Gerard Agnellet        | 353    |
| 3.  | Loic Guigonnet         | 254    |
| 4.  | Bastien Poirrier       | 220    |
| 5.  | Adrien Mougel          | 216    |
| 6.  | Anders Gløersen        | 202    |
| 7.  | Benoît Chauvet         | 198    |
| 8.  | Thomas Chambellant     | 157    |
| 9.  | Antoine Auger          | 140    |
| 10. | Tore Bjørseth Berdal   | 100    |
| =   | Roman Furger           | 100    |
| =   | Andriej Mielniczenko   | 100    |